# Autobahnkreuz Fürth/Erlangen
Das Autobahnkreuz Fürth/Erlangen (Abkürzung: AK Fürth/Erlangen; Kurzform: Kreuz Fürth/Erlangen) ist ein Autobahnkreuz in Bayern, das sich in der Metropolregion Nürnberg befindet. Hier kreuzen sich die A 73 (Suhl – Nürnberg) und die Autobahn 3 (Oberhausen – Frankfurt am Main – Passau).

## Geographie
Das Kreuz liegt auf dem Gebiet der Stadt Erlangen, in der Nähe der Stadtteile Eltersdorf und Bruck. Die umliegenden Städte und Gemeinden sind Nürnberg, Fürth und Herzogenaurach. Es befindet sich etwa 80 km südöstlich von Würzburg und etwa 10 km nördlich der Nürnberger Innenstadt.
Das Autobahnkreuz Fürth/Erlangen trägt auf der Autobahn 3 die Nummer 83, auf der A 73 die Nummer 34.
Im Bereich des Autobahnkreuzes queren die Bahnstrecke Nürnberg–Bamberg und die Staatsstraße St 2242 die Autobahn A3. 

## Geschichte
Das Autobahnkreuz wurde in den 1980er Jahren im Zuge des Baus des Frankenschnellweges (A 73) von Bamberg nach Nürnberg in Form eines klassischen Kleeblatts gebaut. Die Autobahn 3 existiert in diesem Bereich schon seit den 1960er Jahren.
Zwischen 2016 und 2021 wurde das Autobahnkreuz umgebaut. Die A 3 wurde von vier auf sechs Spuren verbreitert und erhielt einen lärmmindernden, offenporigen Asphalt. Die Verbindungsrampen zwischen den beiden Autobahnen wurden erneuert und teilweise verbreitert, des Weiteren erhielt das Kreuz eine neue halbdirekte Rampe für den Verkehr von Bamberg (A 73) nach Nürnberg (A 3). Die A 73 wurde baulich an die verbreiterte A 3 und die neue Rampe angepasst. Zusätzlich wurden um das Kreuz insgesamt 5,7 Kilometer Lärmschutzwand errichtet. Das gesamte Projekt wurde 2021 fertiggestellt.

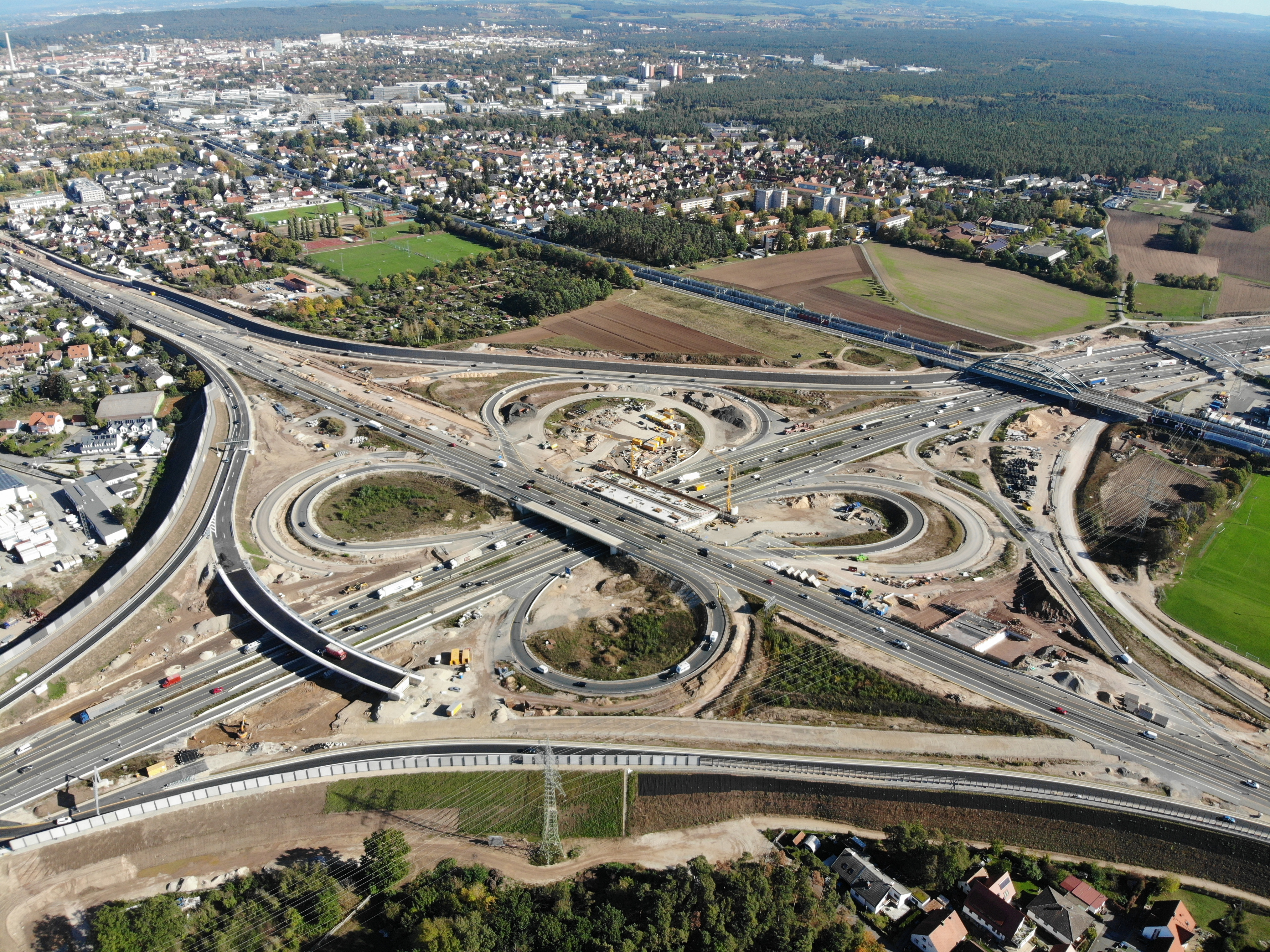
Luftbild des Autobahnkreuz Fürth-Erlangen während des Umbaus 2019

## Ausbauzustand
Das Kreuz hat die Form eines Kleeblatts mit halbdirekter Rampe. Die Autobahn 3 ist sechsstreifig ausgebaut, die A 73 ist vierstreifig ausgebaut. Die halbdirekte Rampe A 73 Nord – A 3 Ost ist zweistreifig, alle weiteren Verbindungsrampen sind einstreifig.

## Verkehrsaufkommen
Das Kreuz wird täglich von rund 160.000 Fahrzeugen passiert.
| Von                            | Nach                          | Durchschnittliche tägliche Verkehrsstärke | Durchschnittliche tägliche Verkehrsstärke | Durchschnittliche tägliche Verkehrsstärke | Anteil Schwerlastverkehr | Anteil Schwerlastverkehr | Anteil Schwerlastverkehr |
| Von                            | Nach                          | 2005                                      | 2010                                      | 2015                                      | 2005                     | 2010                     | 2015                     |
| ------------------------------ | ----------------------------- | ----------------------------------------- | ----------------------------------------- | ----------------------------------------- | ------------------------ | ------------------------ | ------------------------ |
| AS Erlangen-Frauenaurach (A 3) | AK Fürth/Erlangen             | 76.300                                    | 78.700                                    | 82.300                                    | 16,0 %                   | 16,1 %                   | 17,5 %                   |
| AK Fürth/Erlangen              | AS Erlangen-Tennenlohe (A 3)  | 80.800                                    | 88.100                                    | 93.100                                    | 17,0 %                   | 16,7 %                   | 16,9 %                   |
| AS Erlangen-Bruck (A 73)       | AK Fürth/Erlangen             | keine Daten                               | 75.400                                    | 77.300                                    | keine Daten              | 08,3 %                   | 08,7 %                   |
| AK Fürth/Erlangen              | AS Erlangen-Eltersdorf (A 73) | 60.100                                    | 62.500                                    | 66.200                                    | 07,5 %                   | 07,3 %                   | 07,5 %                   |